# Wilhelm Stier (Pädagoge)
Wilhelm August Hermann Stier (* 19. Juni 1893 in Düchelsdorf; † 30. August 1987 in Lübeck) war ein deutscher Pädagoge und Heimatforscher.

## Leben
Wilhelm Stier war ein Sohn des Landgendarmen Friedrich Stier und seiner Ehefrau Auguste geb. Benzin. Sein Geburtsort Düchelsdorf war bis 1937 eine Exklave der Hansestadt Lübeck. Nach der Versetzung des Vaters zum Lübecker Zoll wuchs er in Lübeck-St. Lorenz auf. Von 1897 bis 1907 besuchte er die St.-Lorenz-Knaben-Mittelschule und anschließend das Lübeckische Lehrerseminar. Hier bestand er 1913 die Prüfung als Volksschullehrer. Nach einer Probezeit in Travemünde wurde er Anfang 1914 verbeamtet.
Nach Ausbruch des Ersten Weltkriegs meldete er als Kriegsfreiwilliger. Er erlebte die Winterschlacht in Masuren und stieg bis zum Leutnant auf. Als Folge von drei Verwundungen wurde er im Frühjahr 1918 entlassen. Nach Wiederaufnahme seiner Lehrtätigkeit ließ er sich am Lehrerseminar zum Mittelschullehrer fortbilden. 1925 erhielt er eine Anstellung als Mittelschullehrer an seiner ehemaligen Schule, der Knaben-Mittelschule St. Lorenz am Marquardplatz.
Im Zweiten Weltkrieg war er als Hauptmann der Reserve Kompanieführer im Baltikum. Zu seinem 50. Geburtstag wurde er 1943 nach Lübeck entlassen. Bei Kriegsende war er einer der wenigen Lübecker Lehrer, die nie der NSDAP beigetreten waren. Die britische Militärverwaltung ernannte ihn daraufhin zum Schulrat. Er organisierte die Wiederaufnahme des Schulbetriebs in Lübeck sowie die Schulspeisungen. Zum 1. April 1947 kehrte er – unter Beibehaltung des Titels Schulrat – als Rektor an die Ernst-Moritz-Arndt-Schule zurück. 1959 trat er in den Ruhestand.
Schon seit seiner Zeit am Lehrerseminar war Stier in der Heimatschutzbewegung (Denkmalpflege und Natur- und Landschaftsschutz) engagiert. Mit Wilhelm Ohnesorge trat er schon in den 1920er Jahren für eine Unterschutzstellung des Dummersdorfer Ufers ein. Er prägte mit seinen zahlreichen Veröffentlichungen die öffentliche Diskussion und schulte Generationen von Stadtführern. Im Verein für Heimatschutz war er seit 1927 Schriftführer und seit 1946 1. Vorsitzender bis zur Auflösung des Vereins am 31. Dezember 1978. Für den Verein gab er zwischen 1926 und 1936 die insgesamt 20 Lübecker Heimathefte und die Lübecker Heimatblätter heraus. Später waren es die in zahlreichen Auflagen verbreiteten Hefte der Reihe Lübecker Führer. Seine Wanderung durch das alte Lübeck, erstmals erschienen 1953, erlebte noch 1989 eine 17. Auflage. Werner Neugebauer stellte in seinem Nachruf fest: „Es gibt im übrigen kaum eine Frage der städtischen Geschichte, zu der er sich nicht geäußert hat.“
Seit September 1918 war er mit der Lehrerin Henriette, geb. Hannemann († 1970) verheiratet. Das Paar hatte einen Sohn, der 1944 im Zweiten Weltkrieg fiel, sowie zwei Töchter.
Sein Nachlass wird im Archiv der Hansestadt Lübeck verwahrt; der Bestand ist durch ein Findbuch erschlossen.

## Auszeichnungen
- Eisernes Kreuz 2. Klasse (1915)
- Hanseatenkreuz
- Silbernes Verwundetenabzeichen (1918)
- Medaille Winterschlacht im Osten 1941/42
- Bundesverdienstkreuz am Bande (1968)
- Ehrenmitglied des Vereins für Lübeckische Geschichte und Altertumskunde
- Denkmünze der Gesellschaft zur Beförderung gemeinnütziger Tätigkeit in Silber (1958) und Gold (1978)

## Schriften
- Niederdeutsche Weihnacht: in 32 Bildern aus mittelalterlichen Altären ; mit einem plattdeutschen Bibeltext von 1494. Westphal, Lübeck 1935.
- Die Geschichte der Lübecker Alleen. In: Die Heimat. Monatsschrift des Vereins zur Pflege der Natur- und Landeskunde in Nordelbingen. Bd. 45 (1935), Heft 6, Juni 1935, S. 205–210 (Digitalisat).
- Steinkreuze in der Lübecker Umgegend. In: Die Heimat. Monatsschrift für schleswig-holsteinische Heimatforschung und Volkstumspflege. Bd. 47 (1937), Heft 7, Juli 1937, S. 204–208 (Digitalisat).
- Lübecker Führer
  - 1: Eine Wanderung durch das alte Lübeck. Lübeck: Schmidt-Römhild 1953 - 17. Auflage 1989
  - 2: St. Marien. Lübeck: Schmidt-Römhild 1953 - 12. Auflage 1979
  - 3: Travemünde. Lübeck: Schmidt-Römhild 1953
  - 5: Das Rathaus. Lübeck: Schmidt-Römhild 1959
  - 7: Die Schiffergesellschaft. Lübeck: Schmidt-Römhild 1965
- 800 Jahre Lübeck in Kartenblättern. Lübeck 1959 (= Mitteilungen der Geographischen Gesellschaft in Lübeck ZDB-ID 206036-X 49)
- Lübeck: Bürgerhäuser und Stifte. Hamburg: Landesbildstelle 1962
- Lübeck: kirchliche Kunst im St.-Annen-Museum. Hamburg: Staatliche Landesbildstelle 1962
- Lübeck: 41 Bildtafeln von Wilhelm Castelli. Bayreuth: Schwarz [ca. 1965] (= Schwarz-Bildbücher)
- mit Heinz Schwensfeger: Lübeck kennen und lieben: 14 Spaziergänge für Freunde und Gäste der alten Hansestadt. Lübeck: Coleman 1967
- Gerhard Meyer (Hrsg.): Lübeck 1945: Tagebuchauszüge von Arthur Geoffrey Dickens, Überblick von Gerhard Meyer und Erinnerungen von Wilhelm Stier. Lübeck: Schmidt-Römhild 1986, ISBN 3-7950-3000-5 (= Veröffentlichungen des Senats der Hansestadt Lübeck, Amt für Kultur ZDB-ID 261823-0 23)